# ダヴィド・ベリオン
ダヴィド・ベリオン（David Bellion, 1982年11月27日 - ）は、フランス・パリ出身の元サッカー選手。現役時代のポジションはフォワード。

## 経歴
14歳より名門カンヌのユースチームに所属。2001年、ほとんど国内での実績がないにもかかわらず、イングランドのサンダーランドと契約を結んだ。初年はほとんど活躍の機会がなかったが、2002年にリーグ初ゴールを決めると、トップチームでプレーする機会も増えた。
2003年、サンダーランドの降格に伴い、マンチェスター・ユナイテッドへ移籍。しかしながら、マンチェスター・ユナイテッドでは分厚い選手層を前に出場機会は少なく、さらに2005-06シーズンに期限付き移籍したウェストハム・ユナイテッドでもインパクトを残せずに終わった。
2006年1月、再びOGCニースに期限付き移籍。4年半ぶりに母国に戻るとここで15試合5ゴールとまずまずの成績を上げ、完全移籍を勝ち取った。2007年には約200万ユーロでFCジロンダン・ボルドーに移籍。1年を通してレギュラーとしてプレーし、初のシーズン2桁得点を挙げるなど、チームの2位躍進に貢献した。
2011年1月、半年間のローンでニースに復帰した。
2014年7月、ボルドーとの契約終了後、フランス全国選手権のレッドスターへ移籍した。2014年8月8日、1-3で敗れたアウェーのアミアン戦で出場を果たしゴールを決めた。2015年5月8日、イストル戦でも得点を挙げ、ホームで4-0と勝利し、チームのリーグ・ドゥ昇格に貢献した。2016年に現役引退を発表した。

## 所属クラブ
- ASカンヌ 1998-2001
- サンダーランドAFC 2001-2003
- マンチェスター・ユナイテッドFC 2003-2006

→ ウェストハム・ユナイテッドFC 2005-2006 (loan)
→ OGCニース 2006 (loan)
- OGCニース 2006-2007
- FCジロンダン・ボルドー 2007-2014

→ OGCニース 2011 (loan)
- レッドスターFC93 2014-2016

## タイトル
クラブ
 マンチェスター・ユナイテッド
- FAコミュニティ・シールド 2003[5]

 ボルドー
- リーグ・アン 2008-09
- クープ・ドゥ・ラ・リーグ 2008-09
- クープ・ドゥ・フランス 2012-13
- トロフェ・デ・シャンピオン 2008, 2009